# Briddhim
Briddhim (Nepali ब्रिदिम oder Bridhim) ist ein Dorf und ein Village Development Committee (VDC) in Nepal im Norden des Distrikts Rasuwa.
Das VDC Briddhim erstreckt sich am Ostufer der Trishuli südlich von Timure und nördlich des Langtang Khola.

## Einwohner
Bei der Volkszählung 2011 hatte das VDC Briddhim 422 Einwohner (davon 212 männlich) in 161 Haushalten.

## Dörfer und Weiler
Briddhim besteht aus mehreren Dörfern und Weilern. 
Die wichtigsten sind:
- Briddhim (2180 m ⊙)
- Khangjim (2235 m ⊙)
- Lingling (1860 m ⊙)
- Sherpagaun (2590 m ⊙)